# Koninklijke Speelschaar Sint-Franciscus-Xaverius Brugge

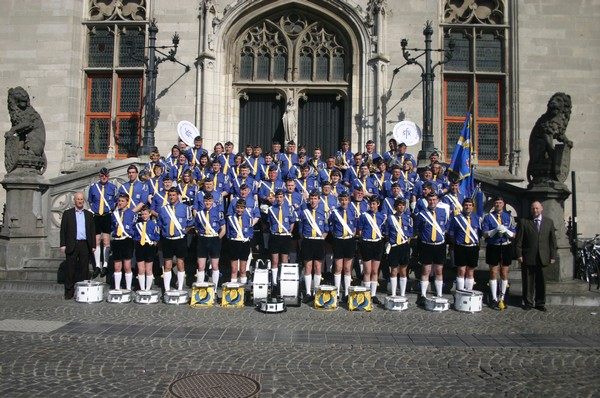
Groepsfoto op de markt in Brugge

De Koninklijke Speelschaar Sint-Franciscus-Xaverius Brugge, kortweg Speelschaar SFX, is een muziekvereniging uit Brugge. Het korps omvat een harmonieorkest, een trommel- en roffelgroep en een afdeling klaroenen. De Speelschaar is ontstaan in 1950 in het Sint-Franciscus-Xaveriusinstituut in Brugge, waarvan het korps de naam draagt. Het korps is vooral bekend in de volksmond onder de naam "'t Muziek van de Frères".

## Geschiedenis
Hoewel de Speelschaar in 1950 officieel opgericht werd, was er reeds een muziekgroep in het Xaveriusinstituut in 1944. Die ontstond uit een schoolfeest waarbij klas 6D onder leiding van Broeder Engelbert tekende voor een orkest. Dit orkest bestond uit geïmproviseerde instrumenten. In de maanden daarop kwamen er vier klaroenen bij. Bij de eerste uitstap werden de klaroenen aangevuld met trommels, een grosse caisse, cimbalen, een Belgische vlag, een Leeuwenvlag en een K.S.A.-vlag. Dit muziekgroepje kreeg de naam Speelschaar de Graal. In 1950 besliste Broeder Aloysius (Maurits Warnier) van de Broeders Xaverianen, beter bekend als Frère Louis, om de Speelschaar De Graal om te dopen in de voortaan zelfstandige Speelschaar SFX. Hij hanteerde tevens 43 jaar lang het dirigeerstokje. Hij werd opgevolgd door Jan Vanhove die op zijn beurt werd opgevolgd door Marc Decraemer. Met Christoph Bonte is de speelschaar aan zijn vierde dirigent toe .De Speelschaar won in haar bestaan ook verschillende prijzen in de jaren 60, waaronder het Europees Muziekfestival voor de Jeugd te Neerpelt, met onder ander de mars 'Nous Voilà', waar ze de eerste prijs kreeg bij massa-ensembles. In 1963 sleep de Speelschaar met 85 % een eerste prijs en een 5de plaats in de rangschikking in de wacht, tijdens een muziekfestival van 'Lier 750 jaar stad'. Deze sterke prestaties liggen wellicht aan de basis voor het televisieoptreden in Tienerklanken en de twee radio-optredens die de Speelschaar in november en december 1963 voor de BRT mag verzorgen. Dat er muzikaal talent in de Speelschaar zit kan men afleiden uit het feit dat de zangers Joe Harris en Frank Valentino hun eerste stappen in hun muzikale carrière bij de speelschaar begonnen.
In het jaar 2000 werd de titel 'Koninklijk' verleend aan de Speelschaar omwille van haar 50-jarig bestaan. Dit werd gevierd met twee concerten in de Stadsschouwburg van Brugge met medewerking van Jo Lemaire. In 2010 werd naar aanleiding van het 60-jarig jubileum een duoconcert gegeven in het Concertgebouw van Brugge met Ignace Michiels.

## Uniform
Het uniform bestaat uit een blauw hemd met opgestroopte mouwen. Op het hemd is het wapenschild van de Stad Brugge genaaid. Een witte riem op de schouder is er ook bij. Het hoofddeksel is een blauw schuitje met de letters SFX op. De mannen dragen korte blauwe broeken en witte, met een blauw-geel wimpeltje versierde kousen. De dames dragen een blauwe rok boven dito kousen. Het uniform is nog steeds hetzelfde als bij de oprichting en is afgeleid van het typische K.S.A.-uniform.

## Uitstappen
Elk jaar zijn er enkele traditionele opvoeringen. Het werkjaar begint steeds met de Lentemars, sedert een aantal jaar wordt hier ook een koffieconcert op de Burg aan gekoppeld. Daarnaast is de Speelschaar onlosmakelijk verbonden met de Brugse Heilig Bloedprocessie. In de voormiddag wordt de relikwie van het Heilig Bloed begeleidt door de Speelschaar van de Heilig Bloedkapel naar de kathedraal en 's middags neemt de Speelschaar in speciaal ontworpen kostuums deel aan de processie zelf. Ook in de Onze-Lieve-Vrouw-van-Blindekensprocessie neemt de Speelschaar elk jaar deel met de drumband en de klaroenen (in het verleden ook soms vier thebaanse trompetten). Voor de Gouden Boomstoet heeft de Speelschaar ook speciaal ontworpen kostuums. Voor Stad Brugge zijn er elk jaar ook twee concerten: één op de Burg (koffieconcert) en één op de markt (aperitiefconcert). Daarnaast staat de Speelschaar steeds paraat op de vooravond van de Feestdag van Vlaanderen (11 juli) en Wapenstilstandsdag (11 november). In de maand november wordt het werkjaar naar jaarlijkse traditie afgesloten met de Herfstconcerten. De Speelschaar nam al verscheidene keren deel aan de Fedekam-Taptoe in juli op de Burg in Brugge, waar ze steeds een speciale show brengt. De Speelschaar trad ook meerdere malen op in het buitenland.